# Microcrambus podalirius
Microcrambus podalirius là một loài bướm đêm trong họ Crambidae.